# Vecchia chiesa della Beata Vergine Assunta (Canegrate)
La vecchia chiesa di Santa Maria Assunta è un edificio religioso di Canegrate ed è situata nella centrale Piazza Giacomo Matteotti. Non si conosce l'epoca di costruzione per mancanza di tracce scritte, anche potrebbe essere stata edificata in tarda età rinascimentale.

## Storia
Il primo documento che cita la chiesa è stato compilato a Busto Arsizio e risale al 1451; qui viene citato il fatto che a Canegrate viveva tale Meraviglia che in quegli anni diede lasciti alla chiesa.
Un'iscrizione sull'ala orientale della chiesa è datata 1588 e, invece, sulla parete occidentale un'altra scritta riporta l'anno 1755. Probabilmente è la data di messa in opera dell'intonaco dell'abside.

## La chiesa
L'edificio ha due porte per l'ingresso per i fedeli. Quella principale era utilizzata per le liturgie importanti. I portoni secondari sono, anche adesso, contornati da decorazioni barocche.
Durante la controriforma la chiesa fu ingrandita con la costruzione di tre piccole cappelle sul lato occidentale e impreziosito con l'installazione del pulpito, confessionali e coro, fabbricati con legni pregiati. Le volte dell'abside sono decorate con affreschi raffiguranti santi.
Le pareti laterali sono in cotto impreziosite, ad intervalli, da elementi geometrici a forma di rombo. Sotto la gronda sono presenti decorazioni a forma di capitello. Lungo i muri perimetrali della chiesa sono presenti elementi,  realizzati nel XIX secolo, che deturpano l'edificio.
Nel 1998 è stato ristrutturato il campanile con l'installazione di 5 campane, di cui 4 che provengono dalla chiesetta sconsacrata di San Giuseppe.